# Frederick Sykes

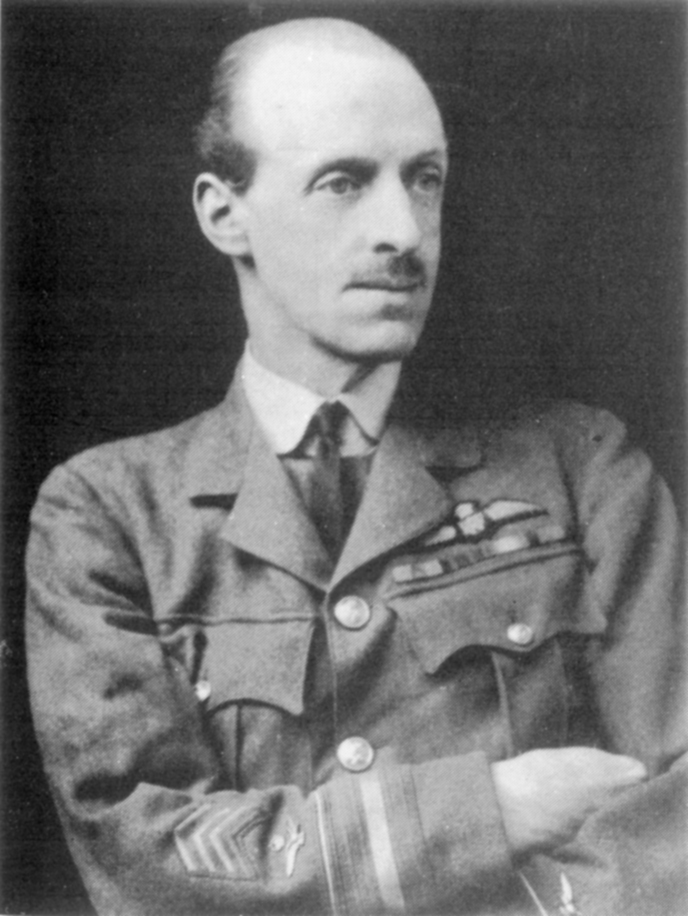
Frederick Sykes, ca. 1918

Sir Frederick Hugh Sykes GCSI, GCIE, GBE, KCB, CMG (* 23. Juli 1877 in Addiscombe, Surrey; † 30. September 1954 in London) war ein britischer Offizier, zuletzt Air Vice-Marshal der Royal Air Force, sowie Politiker und Gouverneur der Bombay Presidency in Britisch-Indien von 1928 bis 1933.

## Leben

### Jugend
Sykes wurde als jüngstes von sieben Kindern des Ingenieurs und Unternehmers Henry Sykes und dessen Frau Mary, einer entfernten Kusine Henrys, geboren. Sein Vater starb, als Frederick zwei Jahre alt war, und Sykes besuchte häufig wechselnde Schulen. Von 1889 bis 1891 besuchte er die Londoner Whitgift School und ging anschließend im Alter von 15 Jahren nach Paris, wo er Französisch und Deutsch lernte. Sein Berufswunsch zu dieser Zeit war es, in den diplomatischen Dienst einzutreten. Noch vor Erreichen des 20. Lebensjahres ging er nach Ceylon, wo er auf einer Teeplantage als Bürogehilfe arbeitete.

### Militärische Karriere

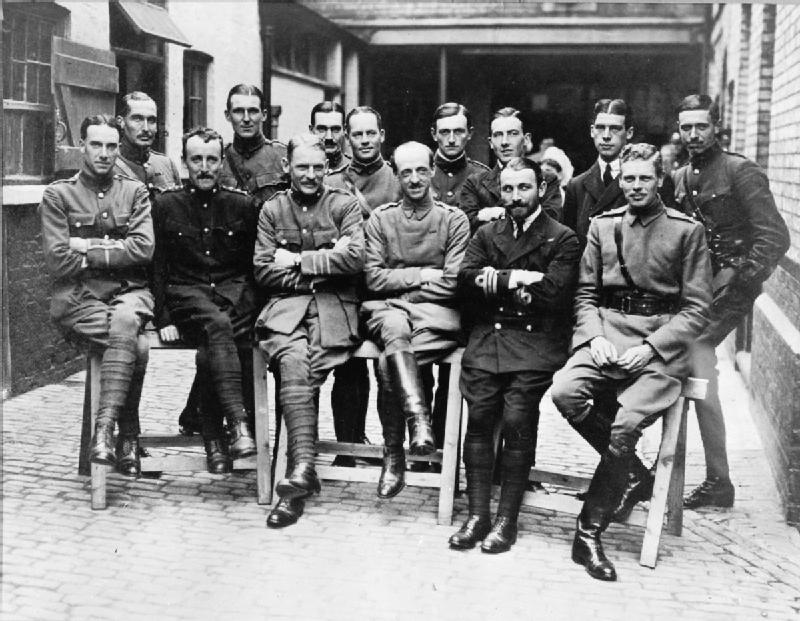
Sykes mit weiteren Offizieren des Royal Flying Corps, 1913

Nach Ausbruch des Krieges in Südafrika 1899 meldete er sich als Freiwilliger zur Imperial Yeomanry. Er geriet zeitweilig in burische Gefangenschaft, wurde aber nach kurzer Zeit freigelassen. Später wurde er im Gefecht schwer verwundet, nach seiner Genesung wurde er als Offizier in die Leibgarde Lord Roberts’ aufgenommen. Nach dem Ende des Krieges trat er in das Regiment der 15th (The King’s) Hussars ein. 1903 wurde er ins West African Regiment versetzt. Bei einem Aufenthalt in England 1904 machte er eine Ballonausbildung mit. Ab 1905 diente er im Intelligence Staff im indischen Shimla und besuchte ab 1908 das Staff College der British Indian Army in Quetta, nachdem seine Bewerbung am Staff College Camberley fehlgeschlagen war. Nach seinem Abschluss erwarb er in Brooklands seinen Pilotenschein (Royal Aero Club Zertifikat Nr. 95). 1911 wurde er als Stabsoffizier im Rang eines Captain ins Directorate of Military Operations des War Office unter Henry Hughes Wilson versetzt. Er wurde in der Folge ausgewählt, in einem Subkomitee des Committee of Imperial Defence, das die militärische Verwendung von Flugzeugen prüfte, mitzuwirken. Dessen Empfehlungen führten 1912 zur Gründung des Royal Flying Corps (RFC). Bei der Aufstellung des Military Wing des RFC 1913 erhielt Sykes das Kommando im temporären Rang eines Lieutenant-Colonel.
Beim Eintritt Großbritanniens in den Ersten Weltkrieg am 5. August 1914 wurde Sykes Stabschef des Hauptquartiers des RFC im Felde unter dem Befehl von David Henderson. Als Henderson im November zeitweilig die 1st Infantry Division übernehmen musste, wurde Sykes für einen Monat sein kommissarischer Nachfolger, bevor Henderson im Dezember auf den Posten zurückkehrte. Ende Mai 1915 wurde Sykes aus Frankreich abberufen und zur Verfügung der Admiralität gestellt, die seine Expertise über den Einsatz von Lufteinheiten bei der Dardanellen-Expedition benötigte. Im Juli 1915 wurde er Kommandant der Eastern Mediterranean Station des Royal Naval Air Service, was er bis zur Abwicklung des Unternehmens Anfang 1916 blieb. Er diente anschließend kurzzeitig als Quartiermeister bei der neuaufgestellten 4th Mounted Division unter Lord Lovat.

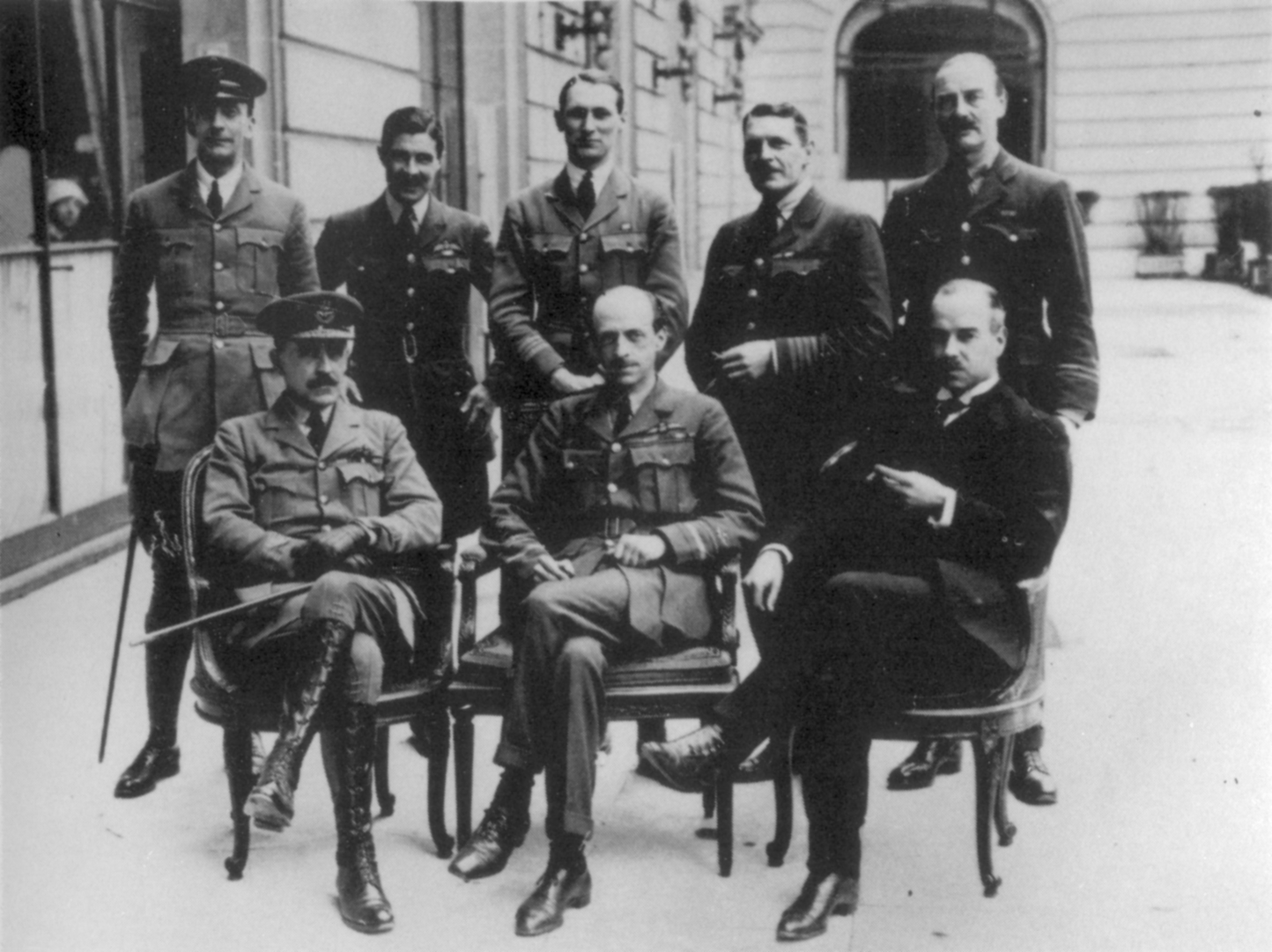
Sykes mit der britischen Luftwaffensektion in Paris, 1919

Im Juni 1916 übernahm Sykes wieder einen Posten im War Office als Assistant Adjutant-General und war zuständig für die Aufstellung des Machine Gun Corps der British Army. Im Februar 1917 wurde er unter temporärer Beförderung zum Brigadier-General Director-General of Organisation im War Office. Im November 1917, nach der Gründung des Alliierten Obersten Kriegsrates, wurde er Stellvertreter von General Wilson als militärischer Bevollmächtigter Großbritanniens. Seine militärische Karriere erreichte im April 1918 mit Sykes’ Ernennung zum Chief of the Air Staff (CAS) ihren Höhepunkt, nachdem der erste Inhaber dieses Postens, Hugh Trenchard, zurückgetreten war. Sykes behielt diese Funktion bis Januar 1919, als der neue Luftfahrtminister Winston Churchill Trenchard auf den Posten zurückholte. Im März 1919 wurde Sykes unter Verleihung des Ranges als Major-General aus den Streitkräften entlassen, nachdem er in der britischen Air Section an der Pariser Friedenskonferenz teilgenommen hatte. Sein Rang wurde bei der Einführung des neuen Rangsystems der RAF auf den eines Air Vice-Marshal festgesetzt. Sykes wurde in der Folge Controller General of Civil Aviation, ein Posten, auf dem er bis 1922 diente.

### Politische Karriere

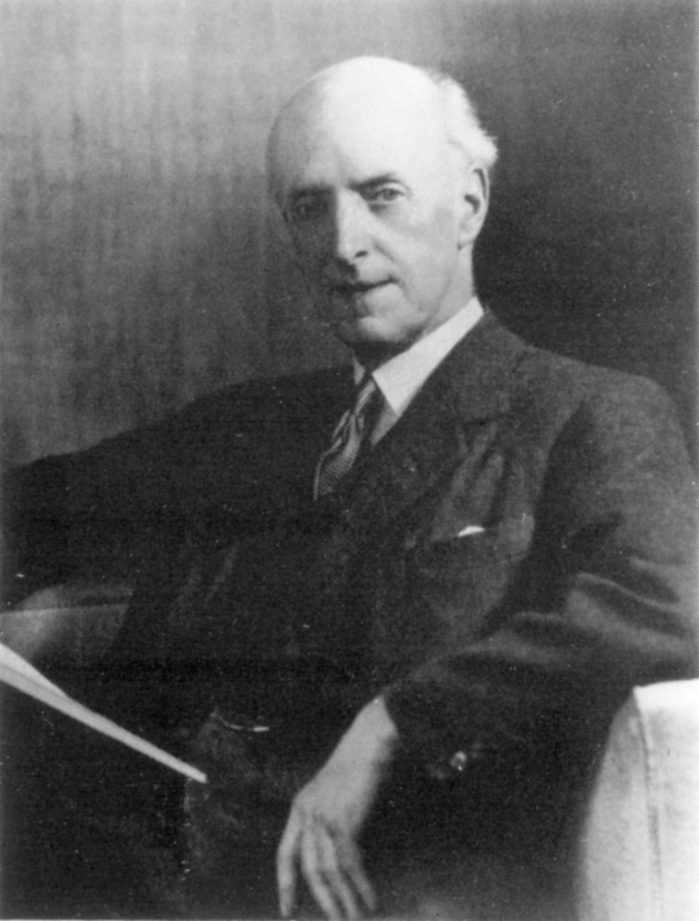
Sykes um 1940

Bei den Unterhauswahlen 1922 wurde Sykes als Kandidat der Conservative Party im Wahlkreis Sheffield Hallam ins House of Commons gewählt. Bei den Wahlen 1923 und 1924 konnte er seinen Sitz jeweils verteidigen. 1923 wurde er Vorsitzender des Broadcasting Committee, das die Gebührenfinanzierung der BBC empfahl.
Er gab seinen Parlamentssitz 1928 auf, als ihm das Amt des Gouverneurs von Bombay angetragen wurde. Er amtierte in dieser Funktion bis 1933, als er nach England zurückkehrte, und war zugleich Mitglied im Privy Council. Am 25. Oktober 1928 wurde ein Anschlag auf seinen Sonderzug verübt, der jedoch fehlschlug.
Bis 1939 diente er auf verschiedenen öffentlichen Posten. In einer Nachwahl wurde er 1940 für den Wahlkreis Nottingham Central wieder ins Parlament gewählt und behielt seinen Sitz bis zu den Wahlen vom Juli 1945.

### Privates
Sykes heiratete 1920 die ältere Tochter Isabel des konservativen Politikers Andrew Bonar Law. Mit ihr hatte er einen Sohn.